# Зівер бек Ахмедбеков
Зівер бек Ахмедбеков, (азерб. Zivər bəy Əhmədbəyov; 1873, Шемаха — 1925, Баку) — перший азербайджанський архітектор з вищою освітою.

## Біографія
У 1902 році закінчив Санкт-Петербурзький інститут цивільних інженерів. З цього ж року по 1917 рік працював архітектором у Бакинській губернській адміністрації, потім і в Бакинській міській управі. Після утворення Азербайджанської демократичної республіки став головним архітектором Баку, обіймав цю посаду аж до 1922 року.
За проектом Зівера бек Ахмедбекова побудовано дві великі бакинські мечеті — Блакитну мечеть і Тезе Пір. Побудована за його проектом мечеть Мухтарова в селищі Амірджан занесена в список об'єктів, які охороняються ЮНЕСКО як історична пам'ятка. Крім цього Зівер бек Ахмедбеков є автором деяких житлових будинків у Владикавказі, а також будівлі інституту офтальмології в Баку.

## Пам'ять
Одна з вулиць Баку носить ім'я Зівера бека Ахмедбекова.
26 травня 2011 року в Баку відбулося відкриття пам'ятника Зівер беку Ахмедбекову в однойменному парку біля станції метро Нізамі.